# 勿拉士峇沙路
勿拉士峇沙路（英語：Bras Basah Road），又称百胜路，是新加坡贯通市区核心规划区和博物馆规划区的一条单行道路。本道路起于乌节路与汉地路交界处，终于尼诰大道路口，之后成为莱佛士林荫道。沿路有许多新加坡著名地标，包括费尔蒙特酒店、莱佛士酒店、新加坡美术馆、新加坡管理大学、善牧主教座堂等。道路底下即地铁环线百胜站，为新加坡最深的地铁站。

## 命名
勿拉士峇沙乃马来语Beras Basah的音译，其意为“湿米”。19世纪初，莱佛士爵士的马来语通译文西阿都拉所著之阿都拉传（Hikayat Abdullah）已记载当地有条小河名为勿拉士峇沙河（即今日的史丹福水道）。
根据马来纪年第十章，关于新加坡拉古国灭亡的记述中，新加坡拉第五代君主依斯干达沙迎娶财政大臣拉朱那·达巴的女儿为妃。由于它美貌出众，引起其他嫔妃的妒嫉，遂有人向君王谗言其有不忠行为。依斯干达沙听了大怒，下令将她绑在市场一角示众，处以极刑。拉朱那·达巴不堪此奇耻大辱，故私下致函爪哇的满者伯夷，怂恿其国王攻打新加坡拉。
满者伯夷派遣300艘大船攻打新加坡拉，将禁山团团围住。依斯干达沙下令拉朱那·达巴分法米粮给全城百姓以抵御外敌，但该财务大臣却谎报米粮已所剩无几，并在隔天凌晨打开城门让敌军攻入。满者伯夷大军所到之处，大开杀戒，血染成河。依斯干达沙仓皇逃亡，从实里达逃到麻坡，新加坡拉遂告灭亡。拉朱那·达巴最后也不得好死，私藏的大米都洒落河边。
英国殖民政府在1819年和1825年两次在该处绘制地图，标示该河在禁山底顺着今日勿拉士峇沙路的位置流向海边， 名为“淡水溪”(FreshWater Stream)。新加坡第二任驻扎官哥罗福当时见到古新加坡城墙遗址，认定其为古代新加坡拉城的城墙，因而推测勿拉士峇沙河这条淡水溪应为护城河。
也有人解释因为新加坡开埠初期稻米都是由该水道运入新加坡，在河边晒干，因而取名Beras Basah。
新加坡早期华人称这一带为“老脚拘间口”（闽南语）、“法兰西礼拜堂”、“海墘红毛大学边”（闽南语）、“大书馆边”。

## 历史
1822年的杰克逊计划将本路分为两个路段。桥北路和美芝路之间的路段称为Church Street（即教会街），桥北路和实利基山之间的路段则称作实利基路。莱佛士曾建议将道路改名College Street（即书院街），因为莱佛士书院就在隔邻。英國籍建築師哥里門在1836年绘制中的新加坡地图始见勿拉士峇沙路一名。